# Веніс (Луїзіана)
Веніс (англ. Venice) — переписна місцевість (CDP) в США, в окрузі Плакмін штату Луїзіана. Населення — 162 особи (2020).

## Географія
Веніс розташований за координатами 29°17′17″ пн. ш. 89°21′54″ зх. д. / 29.28806° пн. ш. 89.36500° зх. д. (29.288051, -89.365028).  За даними Бюро перепису населення США в 2010 році переписна місцевість мала площу 4,21 км², з яких 2,60 км² — суходіл та 1,62 км² — водойми.

## Демографія
Згідно з переписом 2010 року, у переписній місцевості мешкали 202 особи в 71 домогосподарстві у складі 44 родин. Густота населення становила 48 осіб/км².  Було 119 помешкань (28/км²).
Расовий склад населення:
| - 84,7 % — білих - 5,9 % — чорних або афроамериканців - 2,0 % — корінних американців - 1,0 % — азіатів - 1,0 % — осіб інших рас |

До двох чи більше рас належало 5,4 %. Частка іспаномовних становила 1,5 % від усіх жителів.
За віковим діапазоном населення розподілялося таким чином: 27,2 % — особи молодші 18 років, 57,9 % — особи у віці 18—64 років, 14,9 % — особи у віці 65 років та старші. Медіана віку мешканця становила 38,3 року. На 100 осіб жіночої статі у переписній місцевості припадало 106,1 чоловіків;  на 100 жінок у віці від 18 років та старших — 113,0 чоловіків також старших 18 років.
Середній дохід на одне домашнє господарство  становив 47 046 доларів США (медіана — 31 818), а середній дохід на одну сім'ю — 59 246 доларів (медіана — 34 286). За межею бідності перебувало 22,6 % осіб, у тому числі 0,0 % дітей у віці до 18 років та 71,4 % осіб у віці 65 років та старших.
Цивільне працевлаштоване населення становило 99 осіб. Основні галузі зайнятості: сільське господарство, лісництво, риболовля — 38,4 %, роздрібна торгівля — 20,2 %, фінанси, страхування та нерухомість — 6,1 %, оптова торгівля — 4,0 %.